# MS Busko Zdrój
MS Busko Zdrój – polski statek handlowy, drobnicowiec zbudowany w 1970 roku.

## Historia
MS „Busko Zdrój” był piątym z serii 12 drobnicowców projektu B-452 wykonanych dla Polskich Linii Oceanicznych przez rumuńską stocznię Santierul Naval w Turnu Severin (w latach 1967–1971). Statkom tym nadawano nazwy polskich uzdrowisk.
Katastrofa statku „Busko Zdrój” miała miejsce na Morzu Północnym (współrzędne geograficzne: 54°55′N 006°01′E/54,916667 6,016667), 8 lutego 1985 r. W czasie silnego sztormu nastąpiło przesunięcie wadliwie umocowanego ładunku, statek stracił stateczność, przewrócił się i błyskawicznie zatonął. W lodowatej wodzie, oczekując na pomoc, zginęło 24 członków załogi. Zdołano uratować jedynie radiooficera – Ryszarda Ziemnickiego.
Pomnik upamiętniający katastrofę MS „Busko Zdrój”, oraz groby członków załogi, znajdują się na Cmentarzu Komunalnym w Gdyni Witominie.
Dwa lata wcześniej, 20 stycznia 1983 na Morzu Śródziemnym zatonął „MS Kudowa Zdrój”; zginęło 20, uratowano 8 osób.

## Drobnicowce projektu B-452
Zbudowano następujące statki z tej serii (chronologicznie zgodnie z datami zwodowania, a nie przejęcia przez armatora – np. „Kudowa Zdrój” była ostatnim statkiem odebranym przez PLO, ponieważ po zwodowaniu doszło do opóźnień w wyposażaniu statku):
- „Świnoujście”,
- „Ciechocinek”,
- „Połczyn Zdrój”,
- „Nałęczów”,
- „Busko Zdrój”,
- „Duszniki Zdrój”,
- „Cieplice Zdrój”,
- „Iwonicz Zdrój”,
- „Karpacz”,
- „Kudowa Zdrój”,
- „Rabka Zdrój”,
- „Świeradów Zdrój”
- „Polanica Zdrój”

## Odznaczenia
Na skutek zabiegów niektórych członków rodzin ofiar, 8 lutego 2008 Prezydent RP Lech Kaczyński odznaczył pośmiertnie kapitana „Buska Zdroju” Krzyżem Kawalerskim Orderu Odrodzenia Polski, a wszystkich członków załogi, jak również ocalałego radiooficera Ryszarda Ziemnickiego, Złotymi Krzyżami Zasługi. Decyzja ta spotkała się z krytyką w prasie fachowej, zwracającą uwagę na brak podstaw do nadawania odznaczeń za sam udział w katastrofie, wbrew przepisom ustanawiającym odznaczenia i samej treści postanowienia o nadaniu odznaczeń (za zasługi dla rozwoju gospodarki morskiej).